# Famille de Joffrey
Pour les articles ayant des titres homophones, voir Geoffray et Joffrey.
 (décembre 2014).

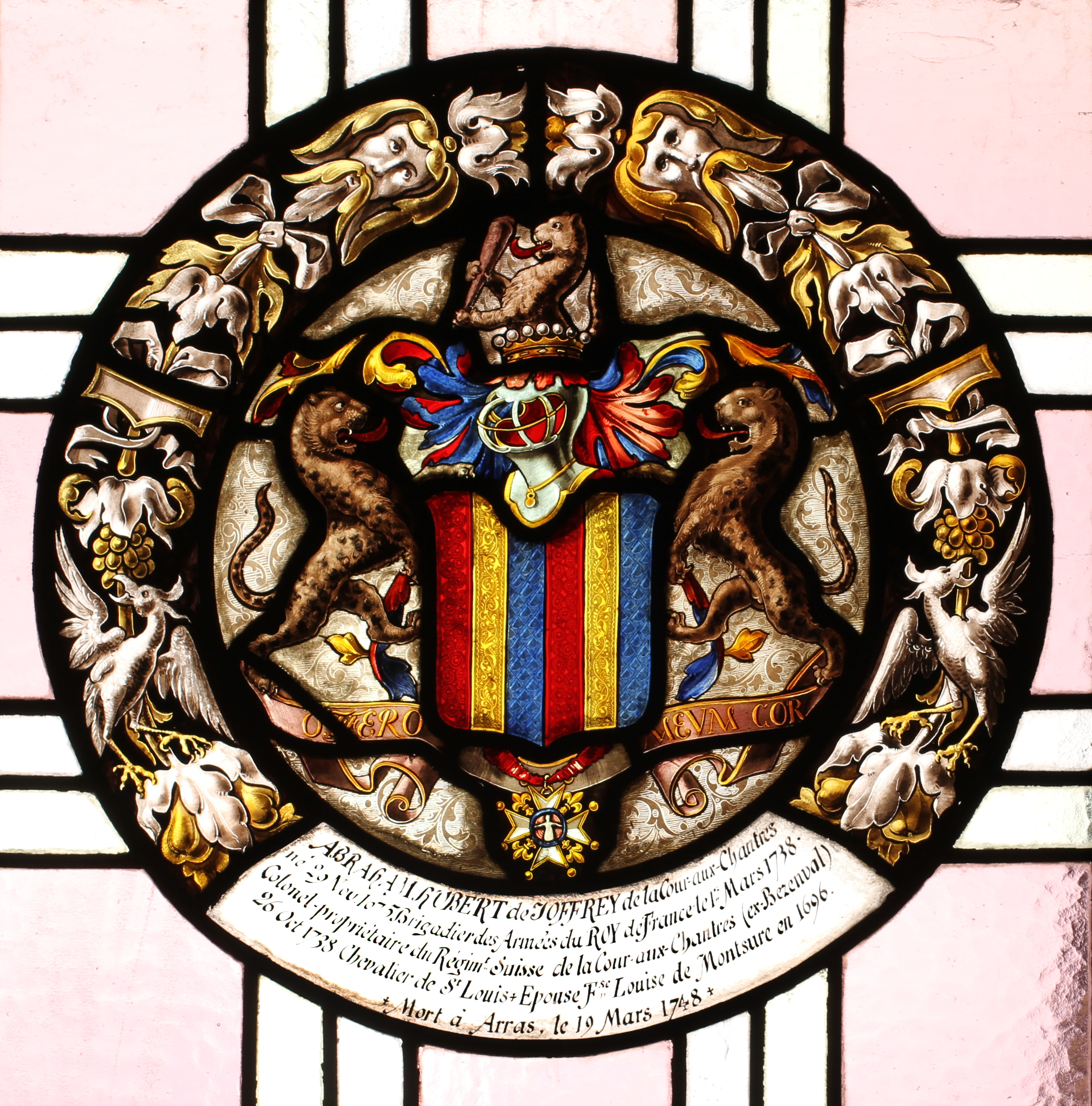
Blason de la famille de Joffrey

La famille de Joffrey est une famille noble suisse, établie à Vevey dès le XVe siècle et éteinte au début du XXe siècle. Elle s'est distinguée dans la magistrature de sa ville et dans le service étranger, notamment en France, où elle posséda un des régiments suisses sous Louis XV, le régiment de la Cour au Chantre, patronyme que portait alors la famille.

## Origine
La famille Joffrey, originaire de Romont (Fribourg), s'est établie à Vevey (Vaud) vers 1472. Une famille homonyme citée à Blonay avant 1454 est probablement d'une souche différente. La graphie du nom varie beaucoup (Joffrey, Geoffrey, Deieoffrey, Dejoffrey, de Joffray, de Joffrey, etc.). L’étymologie du nom est germanique et provient du prénom Gottfried, la « paix de Dieu ». Cette famille de marchands et de négociants, anoblie à la fin du  XVe siècle, bâtit sa fortune sur le commerce.

## Noblesse
Jean et Aymon Joffrey, marchands à Vevey, sont anoblis le 8 février 1498 par Philibert le Bel, duc de Savoie pour services rendus dans le cadre de plusieurs missions d'ambassade. La famille ne se prévaut de sa qualité de noble que durant les premières années du XVIe siècle puis prend la particule au début du XVIIe siècle. Ses armoiries sont: «palé de six pièces de gueules, d’or et d’azur». L'acte original d'anoblissement de 1498 est perdu, il n'en reste qu'une copie du XVIIe siècle sur l'authenticité de laquelle il est impossible de se prononcer.
Néanmoins, la famille change rapidement de statut social et s’élève dans la société vaudoise. La tradition familiale veut qu'Aymon Joffrey épouse l'année même de son anoblissement, en 1498, une parente du comte de Gruyère, ce qui lui confère la protection d'une puissante famille alliée. Premier à quitter le commerce pour la magistrature, il deviendra commandeur et gouverneur de la ville de Vevey pour le duc de Savoie.
En quelques décennies, la famille Joffrey change de statut social et s'intègre à la vieille noblesse vaudoise, ceci grâce à des alliances bien ciblées. Le meilleur exemple est en 1550 le double mariage des sœurs Jeanne et Benoîte Joffrey avec les deux frères François et Jean-Michel de Blonay. La famille de Blonay, la plus ancienne et la plus prestigieuse des familles vaudoises, devait avoir alors un réel besoin d’argent pour accepter cette double alliance avec une famille d'un lignage aussi récent. Plus que l'acte d'anoblissement de 1498, il semble bien que ce soit grâce à ses alliances bien ciblées, notamment Tavel en 1529 et Blonay en 1550, et à la possession de fiefs nobles, que la famille de Joffrey intègre réellement la noblesse dans une période où la mouvance sociale est plus facile qu'au XVIIe ou XVIIIe siècle.
Les Joffrey se sont alliés aux familles nobles vaudoises les plus importantes : de Blonay, de Gingins, d’Estavayer, de Goumöens, de Mestral, de Mestral-Combremont, de Tavel, de Seigneux, de Vilarzel, de Cerjat, de Loys, de Charrière, de Crousaz, de Martines, Couvreu de Deckersberg, Hugonin, de Mellet, Thomasset, Davall (écuyers anglais). On rencontre cependant également quelques alliances avec des familles bourgeoises : de Montet, Delafontaine, Bonzon, Cuenod, Demole, Miéville, Dutoit.

## Branches familiales
Au début du XVIIe siècle, la famille se divise en trois branches principales, qui sont :

### Cour au Chantre
La branche de la Cour au Chantre, du nom de leur demeure principale en ville de Vevey, est la branche aînée de la famille. Elle possède la baronnie de Saint-Légier, reçue de la famille de Blonay de 1680 à 1733. Cette branche a produit nombre de magistrats et d'officiers.
La branche s’éteint pour les hommes en 1820 avec Albert de Joffrey, mort à 11 ans d’une infection au talon. Sa sœur Louise épouse Edmond Davall et leurs descendants conservent la Cour au Chantre jusqu’en 1919. Ils cèdent alors le bâtiment pour la moitié de sa valeur à la ville de Vevey qui y installe la préfecture du district.
Elle comprend également le rameau des Trois-Rois, du nom d’une autre demeure à Vevey. Ce rameau, bourgeois de Berne dès 1662, duquel sont issus de nombreux officiers, possède la seigneurie de La Dausaz et s’éteint en 1752. A son extinction, les biens de cette branche de la famille reviennent à la famille de la Cour au Chantre.

### Belletruches
La branche de Belletruches, du nom de leur antique château au cœur de Vevey (emplacement actuel de l’Hôtel des Trois Couronnes) , est bourgeoise de Berne dès 1629, cette branche comprend des magistrats, seigneurs de Belletruches. À chaque génération, de nombreuses filles sont nées des différents mariages ayant eu lieu dans cette branche ; restées célibataires, elles firent dire aux généalogistes des Joffrey que cette branche «tomba en quenouille». L’unique héritière de la branche de Belletruches, Élisabeth de Joffrey, épouse en 1730 Gabriel-Henri de Mestral, seigneur d’Outard, à qui elle apporte ses biens et la seigneurie de Belletruches.
C'est en vertu d'une ancienne alliance entre les patriciens bernois May et la famille de Joffrey qu'un domaine viticole de Mont-sur-Rolle prit également, dès le XVIIIe siècle, le nom de Belletruches.
Les archives de cette branche de la famille de Joffrey se trouvent aujourd’hui dans le fonds de la famille de Mestral, aux Archives cantonales vaudoises (ACV).

### Colombier, Perroy puis Arnex-sur-Orbe
La branche de Colombier, puis Perroy, puis Arnex-sur-Orbe. Cette branche, dite cadette, est la plus rurale de la famille de Joffrey.
Elle quitte Vevey pour s’établir dans les seigneuries qu’elle avait acquises ou héritées au XVIIe siècle (Colombier, Dully, Perroy, Vuarrens). Elle revient s’établir à Vevey au début du XVIIIe siècle et à Orbe en 1750. Cette branche acquit la bourgeoisie d’Arnex-sur-Orbe en 1779 à la suite de l'alliance de son membre Louis-Daniel avec Henriette Thomasset, d'Arnex. Après la Révolution, Louis-Daniel de Joffrey se retire des affaires militaires et s'installe à Arnex-sur-Orbe sur le grand domaine provenant de sa femme. Il eut à gérer de grands revers de fortune. Un de ses fils s’établit à Moudon et le reste de sa famille revient vivre à Vevey dès 1799 après l’alliance de sa fille Henriette avec Armand Philippe de Joffrey, de la branche aînée de la Cour au Chantre.
Le dernier rejeton de sa branche (et de l'ensemble de la famille) est Armand de Joffrey (1819-1881), banquier à Vevey et président du Cercle du Marché. Marié à sa cousine Mathilde Davall, héritière par sa mère de la branche aînée de la famille de Joffrey, il n’eut que quatre filles (alliées Cuenod, Demole et Dutoit), forçant le nom de sa famille à s’éteindre.

## Relations avec Berne
Dès la conquête bernoise de 1536, la famille Joffrey se pose en alliée du nouveau régime en place. La tradition veut que ce soit Aymon Joffrey, gouverneur de Vevey, qui remit symboliquement au général conquérant Nägely les clés de la ville pour prouver la soumission de sa cité et l'empêcher de devenir fribourgeoise.
La famille sert fidèlement le nouveau maître, tirant avantage au passage. Elle occupe jalousement les postes principaux de la magistrature locale à Vevey (voire la section Magistrature).
Les Joffrey obtiennent la bourgeoisie de Berne en 1629. Jacques-François de Joffrey reçoit la bourgeoisie pour lui et ses deux fils. Les descendants de Jacques-François de Joffrey de Belletruches profitent de cette bourgeoisie et s’allient à des familles patriciennes jusqu’à l’extinction de la branche de Belletruches en 1731. Quant à André de Joffrey, auteur de la branche des Trois-Rois, allié lui-même à Rosine d’Erlach et Jeanne de Graffenried, il reçoit la bourgeoisie en 1662, grâce aux puissants protecteurs que ces deux mariages lui avaient donnés. Ses fils à naître (et non ceux déjà nés) conserveront la bourgeoisie jusqu’à l’extinction de la branche des Trois-Rois en 1752, mais ne siégèrent jamais au Conseil des CC, malgré le fait que son fils Hercule est reconnu « Regimentfähig » en 1702.
En 1665, Leurs Excellences (LL.EE.) de Berne érigent la Grange et le domaine de La Dausaz aux Tavernes, propriétés d’André de Joffrey, en fief noble, sous le nom de seigneurie de La Dausaz ou de Joffrey. En échange, la famille de Joffrey donne aux Bernois le quart de la Grande Dîme d’Oron qu’elle possède. En 1767, LL.EE. de Berne reconnaissent la demeure des Joffrey à Vevey, la Cour au Chantre, comme un fief noble dont dépendent terres et revenus et l’inféodent à la famille qui en fait dès lors le centre d'une seigneurie.
La famille de Joffrey s’allie très rapidement, depuis la fin du XVIe siècle, avec les familles patriciennes les plus importantes de la République. Les Joffrey réalisent quinze alliances durant l’occupation bernoise avec les von Erlach, von Diesbach, von Graffenried, von Bonstetten, von May, von Steiger, von Wurstemberger, von Forer, von Graviseth. Ces nombreuses alliances procurent à la famille certains avantages, des protectorats et beaucoup de parents à Berne, prêts à servir ses intérêts.
Au XVIIIe siècle, la branche cadette essaie d’obtenir la bourgeoisie de Berne, qu’elle réclame en tant que descendante d’Aymon Joffrey, mais surtout après que son membre Isaac de Joffrey eut épousé Elisabeth de Bonstetten en 1748. Néanmoins, la filiation irlandaise "problématique" d’Isaac de Joffrey et un ennemi au Sénat le prive, lui et ses descendants, de cette bourgeoisie.

## Magistrature
La famille de Joffey occupe de nombreux postes dans la magistrature veveysanne. Avant la conquête bernoise, Aymon Joffrey est gouverneur de la ville pour le duc de Savoie. Il reçoit le duc Charles lors de son séjour à Vevey en 1532. Son fils Jean Joffrey est conseiller et commandeur de Vevey. Presque tous les Joffrey ont siégé au Petit Conseil de Vevey, soit à l’exécutif. À deux reprises ils sont banneret de la ville, soit chef de l’exécutif local, avec André de Joffrey de 1600 à 1612 et avec son arrière-petit-fils Jacques-François de Joffrey-Saint-Légier de 1707 à 1716.
En 1651, Jacques-François de Joffrey-Belletruche devient lieutenant baillival (adjoint direct du bailli) et châtelain (chef de la justice locale) de Vevey, postes qu’il occupe jusqu’à sa mort en 1654. Déjà en 1659, les deux charges reviennent dans la famille puisqu’elles échoient à son neveu André de Joffrey-Trois-Rois. Il les conserve jusqu’à sa démission en 1685, où elles sont reprises par son fils Philippe de Joffrey-Trois-Rois. Ce dernier les conserve jusqu’en 1725, où il demande leur résiliation en faveur du fils de son cousin Vincent Sigismond de Joffrey de la Cour au Chantre. Ce dernier conserve le poste de châtelain jusqu’à sa mort en 1769. Quant à la lieutenance baillivale, il l’avait donnée à son fils Philippe-Frédéric de Joffrey de la Cour au Chantre en 1752, charge que ce dernier gardera jusqu’à sa mort en 1777.
Ces deux charges, qui sont les plus importantes de la ville, sont restées entre les mains de cette famille durant plus de 120 ans. Le gouvernement oligarchique bernois est copié par les cités de la République qui voient les mêmes familles occuper les principales charges locales durant tout l'Ancien Régime. En 1777, ces charges échappent aux Joffrey, car le fils du lieutenant baillival est un enfant de 8 ans, incapable de reprendre la place de son père. Dès lors, la famille ne joue plus de rôle dans l’administration d’Ancien Régime.
La branche cadette d’Arnex-sur-Orbe joue un rôle politique après la Révolution. Louis-Daniel de Joffrey est juge du district d’Orbe de 1803 à 1813, il est membre de la Constituante comme délégué de la ville d’Orbe. Son fils Charles de Joffrey est conseiller communal de Vevey, assesseur de la justice de paix de Vevey (1830), substitut du préfet de Vevey, juge de district, président du tribunal de district de Vevey (1845) et député libéral au Grand Conseil vaudois (1836, 1849).

## Militaire
Les Joffrey servent principalement en France, ainsi qu’en Hollande ou dans les troupes de LL.EE. de Berne ; après la Révolution, ils servent l’armée vaudoise et fédérale.
François Joffrey est cornette du comte de Fossar au service de l’empereur Charles Quint et est tué à la bataille de Saint-Quentin contre les Français en 1557. André Joffrey sert comme cavalier au service du Piémont durant trois ans et son frère Nicolas Joffrey est capitaine au service d’Henri IV. Henri de Joffrey meurt aux Indes aux environs de 1640 au service des Nassau. Gabriel de Joffrey est officier en Hollande, François de Joffrey est lieutenant-colonel pour la république de Venise, son fils Guérhard de Joffrey est capitaine au service d’Espagne.
André de Joffrey participe à la première bataille de Villmergen en 1656 contre les paysans bernois et sauve deux pièces de canon. Ses fils occupent les champs de bataille européens : Philippe de Joffrey est enseigne en France, Emmanuel-Daniel de Joffrey est capitaine lieutenant en France et tué à la bataille de Neerwinden en 1693, Hercule de Joffrey est enseigne en France, capitaine au service de Hollande et meurt à la bataille de Malplaquet en 1709, Gamaliel de Joffrey sert en France comme sous-lieutenant, puis est capitaine pour LL.EE. de Berne et participe avec ce grade à la seconde bataille de Willmergen en 1712.
Abraham de Joffrey est capitaine et commandant d’un bataillon en France. Son fils Abraham-Hubert de Joffrey, réalise une belle carrière. Il entre fort jeune au service de France, gravit tous les échelons et devient colonel propriétaire du régiment de la Cour au Chantre (1738-1748), (le nom de leur demeure, siège d'une seigneurie, était le nom usuel de la famille durant tout le XVIIIe siècle et même après). Il est fait ensuite brigadier-général et chevalier de Saint-Louis. Il est l'un des seuls vaudois à avoir obtenu la propriété d’un régiment français, le seul depuis Charles de Chandieu, cet honneur étant réservé d'habitude aux patriciens bernois. Abraham-Hubert emploie plusieurs de ses cousins dans son régiment, notamment Isaac de Joffrey qui y est lieutenant. Ce dernier devient ensuite capitaine pour LL.EE. de Berne, alors que son père André-Isaac de Joffrey avait été lieutenant en Irlande.
Le fils d’Isaac, Louis-Daniel de Joffrey, est lieutenant en Hollande, major et lieutenant-colonel pour LL.EE. de Berne. Il sera commandant du château de Chillon en 1791-1792 et l'aide de camp du général bernois François Rodolphe de Weiss durant la Révolution de 1798. Son fils aîné Armand de Joffrey change de camp et devient lieutenant dans l’armée patriote vaudoise, puis capitaine en France sous Bonaparte, pour lequel il fera la campagne de Russie de laquelle il rentrera au pays avec les jambes gelées. Il devient ensuite chef de la Gendarmerie vaudoise. Son frère cadet Charles de Joffrey est major, puis lieutenant-colonel dans l’armée fédérale. Le fils de ce dernier, Armand de Joffrey, dernier du nom, moins militariste que le reste de sa famille, est secrétaire d’État-Major.

## Possessions
La famille a possédé plusieurs demeures à Vevey dès le XVe siècle:
- 1472, leur maison est au Bourg de la Villeneuve ;
- la Cour au Chantre ;
- les Trois-Rois (place de l'Ancien Port) ;
- le château de Belletruches (détruit et à l'emplacement duquel a été construit l'hôtel des Trois Couronnes);
- la « maison Joffrey », à Territet.

En plus de nombreuses terres, montagnes, vignes et fiefs nobles dans la région de Vevey, Blonay, Montreux, Attalens, Romont, Palézieux, les Joffrey ont possédé :
- la baronnie de Saint-Légier et la Chiésaz avec La Veyre comme maison seigneuriale ;
- les seigneuries de Colombier, Dully, Vuarrens, Perroy, Le Chêne, Saint-Martin de Vaud (Fribourg), Saint-Christophe, La Dausaz[5], la coseigneurie de Bex et le vidomat de Châtel-Saint-Denis ;
- les domaines du Crêt et de Leyteran à Saint-Légier, celui de Monnéaz, le domaine de La Doges à La Tour-de-Peilz, le domaine de Chailly où a été bâti le château des Crêtes, le domaine viticole de Meruz à Corsier-sur-Vevey.

### Fonds d'archives
- Fonds : Famille de Joffrey (1271 - 2003) [8,30 mètres linéaires].  Cote : CH-000053-1 P Joffrey. Archives cantonales vaudoises (présentation en ligne).